# Pierogi
Pierogi (lido e também, às vezes, grafado como pierógui) é um tipo de pastel cozido muito consumido na Europa Central e de Leste, (de origem provável da Ásia, China) mas na Polônia e oeste da Ucrânia, onde é chamado Pyrohy.
Pierogi (também escrito perogi, pierogy, perogy, pierógi, pyrohy,  pirogi,  ou pyrogy; forma diminutiva: pierożki) são pasteis de massa primeiro cozidas e depois assadas ou fritas, normalmente na manteiga com cebolas, tradicionalmente recheados com batata, chucrute, carne moída, queijo ou frutas. Proveniente do centro e do leste europeu, eles têm formato normalmente semicircular, mas em algumas culturas podem ser retangulares ou triangulares.

## Singular e plural
A palavra polonesa pierogi está no plural; a forma singular pieróg é raramente utilizada, já que tipicamente a porção individual consiste em vários pieróg.
Pierogi são pequenos o bastante para serem servidos em unidade ou em grande quantidade de uma vez, então a forma plural é a mais comum quando se trata deste prato. Em polonês, pierogi é o plural, tendo pieróg como singular. Na República Checa e Eslováquia pirohy é a forma plural, piroh sendo singular. Na Alemanha, esta comida é chamada Pirogge no singular e Piroggen no plural, contanto, o nome  polonês Pierogi também é utilizado.

### Ingredientes
Pierogi pode ser recheado (exclusivamente ou em várias combinações) com purê de batatas, queijo, repolho, chucrute, carne, cogumelos, espinafre, ou outros ingredientes dependendo da preferência. Pierogi podem ser servidos em forma de sobremesa com o recheio de frutas frescas, como cereja, morango, pêssego, ameixa ou maçã; ameixa seca também é utilizado. Creme de leite pode também ser adicionado à mistura.
O recheio mais popular na cozinha polonesa é de purê de batatas com requeijão (ricota) e cebola frita. Um recheio popular para pierogi no Canada é purê de batata com queijo cheddar. 

### Preparo
A massa é feita misturando farinha e água morna, embora possa levar ovos, é esticada e então cortada em pequenos círculos utilizando um copo. O recheio é posicionado no centro do círculo e a massa é dobrada sobre o recheio formando um semi-círculo. Os pierogi são cozidos em água fervente até que flutuem, depois escoados, e algumas vezes fritos ou assados na manteiga antes de serem servidos.  O prato pode ser servido com manteiga derretida, creme de leite, nata azeda ou com pequenos pedaços de bacon frito, cebolas e também cogumelos. A variação doce pode ser servida com calda de maçã.

## Pierogi nas diferentes regiões

### Polônia
Pierogi são servidos em uma grande variedade de formas e sabores (indo do doce para o salgado e até mesmo apimentado) na Culinária da Polônia, sendo considerado o prato nacional da Polônia. Pierogi era tradicionalmente uma comida do interior, mas eventualmente se tornou popular em todas as classes sociais. Eles são servidos em vários festivais, fazendo um importante papel como prato cultural. No Festival do Pierogi de 2007, em Cracóvia, 30.000 pierogi foram consumidos diariamente. Pierogi doce é comumente servido com creme de leite, e o salgado é servido com molho de bacon e pedaços do mesmo. Os poloneses tradicionalmente servem dois tipos de pierogi para a ceia de Natal. Um deles é servido com chucrute e cogumelos, e outro menor recheado apenas com cogumelos é servido na sopa de beterraba.
Pierogi é provavelmente o único prato polonês que tem o seu próprio santo patrono. "Swiety Jacek z pierogami!", (St. Hyacinth e o seu pierogi!) é uma antiga expressão de surpresa, com alguma similaridade ao "Nossa senhora!" ou "Santo Deus!". A origem desta expressão é desconhecida.

### Brasil
O pierogi é bastante conhecido em regiões do Sul do Brasil colonizadas por imigrantes poloneses e ucranianos do oeste (rutenos), sobretudo no Paraná, onde pode ser encontrado na mesa dos milhares de descendentes de eslavos, em restaurantes típicos, e mesmo em barracas nas feiras de rua de Curitiba. 